# Cerro Morazurco
Cerro Morazurco är en kulle i Colombia.   Den ligger i departementet Nariño, i den sydvästra delen av landet, 500 km sydväst om huvudstaden Bogotá. Toppen på Cerro Morazurco är 3 521 meter över havet, eller 350 meter över den omgivande terrängen. Bredden vid basen är 4,9 km.
Terrängen runt Cerro Morazurco är kuperad åt sydost, men åt nordväst är den bergig. Runt Cerro Morazurco är det ganska tätbefolkat, med 96 invånare per kvadratkilometer. Närmaste större samhälle är Pasto, 7,8 km sydväst om Cerro Morazurco. Trakten runt Cerro Morazurco består i huvudsak av gräsmarker.